# Партия за социализм и демократию в Нигере
Партия за социализм и демократию в Нигере (фр. Parti pour le socialisme et la démocratie au Niger) — левая социал-демократическая политическая партия в Нигере, основанная в 1992 году.

## История
Партия за социализм и демократию в Нигере возникла в период демократических потрясений после военного правления Сейни Кунче и была образована 18 мая 1992 года. Первым партийным лидером был Маллам Аджи Вазири, которого сменил Гагара Грэма, затем Казельма Омар Тая. Трое политиков были из региона Диффа на востоке страны, где партия пользовалась особой поддержкой.
На парламентских выборах 1993 года, первых после введения многопартийной системы, партия получила одно из 83 мест в Национальном собрании. Партийный депутат присоединился к партийному альянсу, направленному против бывшей единственной партии Национальное движение за общество развития, в который входили также Демократическая и социальная конвенция и Партия за демократию и социализм Нигера и которая насчитывала в общей сложности 50 членов в Национальном собрании. На президентских выборах 1993 года кандидат от партии Омар Казельма Тая занял седьмое место, набрав 1,82 % голосов. В результате парламентских выборов 1995 года партийная фракция в парламенте увеличилась до двух депутатов из 83 мандатов. Партия поддерживала президента Махамана Усмана, который был свергнут в результате военного переворота в 1996 году. Последующие парламентские выборы в 1996 году бойкотировались партией.
В 2001 году Иссака Лабо стал председателем партии. Лабо родом из региона Маради. На парламентских выборах 2004 года партия смогла вернуться в Национальное собрание с одним из 113 мест, которое она снова потеряла на парламентских выборах 2009 года. Партия поддерживала кандидата от Национального движения за общество развития Сейни Умару на президентских выборах 2011 года, который, однако, уступил Махамаду Иссуфу от Партии за демократию и социализм Нигера. Партия за социализм и демократию в Нигере затем присоединилась к альянсу партий в 2011 году, который обещал поддержать правительство Иссуфуса в его проектах. На парламентских выборах 2016 года партия участвовала в избирательном союзе с Нигерским движением за демократическое обновление, который получила 6 из 171 места в Национальной ассамблее. В результате парламентских выборов 2020 года обе партии потеряли представительство в Национальном собрании.